# Robert Dickson
Pour les articles homonymes, voir Dickson.
Œuvres principales
- Humains paysages en temps de paix relative (1995)

Robert Dickson, né à Erin (Ontario) le 23 juillet 1944 et décédé le 19 mars 2007 à Sudbury, est un poète franco-ontarien considéré comme l'âme du Nouvel-Ontario.

## Biographie
Robert Dickson étudie la littérature française à Toronto et à Québec. Après un premier voyage à Paris à l'âge de 22 ans, il s'établit à Sudbury où il s'intègre à la communauté franco-ontarienne. Il devient professeur d’études françaises et de traduction à l’Université Laurentienne à Sudbury. Au début des années 1970, il participe à la création de la Coopérative des artistes du Nouvel-Ontario, des Éditions Prise de parole, du Théâtre du Nouvel-Ontario, de la Galerie du Nouvel-Ontario et de la Cuisine de la poésie à Sudbury. Il aime la nature, la musique et la cuisine . Outre ses activités d'enseignement, il donne des ateliers de création littéraire. En 2002, il reçoit le Prix du Gouverneur général pour son livre de poésie Humains paysages en temps de paix relative. 
Actif dans le milieu culturel franco-ontarien particulièrement à Sudbury tout au long de sa vie, Robert Dickson est président des Éditions Prise de parole pendant vingt ans et est l'un des principaux animateurs des « Cuisines de la poésie », des soirées de lectures de poèmes, dont certaines enregistrées au milieu des années 1980. Son poème-affiche Au Nord de notre vie est devenu une des chansons-phares du groupe CANO. Robert Dickson reçoit plusieurs prix qui témoignent de sa contribution importante à la vie artistique du Canada français. En 1998 à Sudbury, il organise, avec l’Institut franco-ontarien, le premier Forum national sur la situation des arts au Canada français. 
Il publie six recueils de poésie : Or«é»alité (1978), Une bonne trentaine (1978), Abris nocturnes (1986), Grand ciel bleu par ici (1997), Humains paysages en temps de paix relative (2002) et Libertés provisoires (2005). Il participe à l’ouvrage collectif Extensions intimes (2001) dirigé par Annie Molin-Vasseur.
Il collabore à plusieurs films dont Le Dernier des Franco-Ontariens (1997) de Jean-Marc Larivière. il signe également plusieurs traductions. In the Ring, sa traduction de la pièce Eddy de Jean-Marc Dalpé, faisait partie de la saison 1994 du Stratford Festival. Il a traduit Frog Moon de Lola Lemire Tostevin sous le titre Kaki, ainsi que Kiss of the Fur Queen de Tomson Highway sous le titre Champion et Ooneemeetoo (2004). Son conte L'Illuminé a été publié dans le collectif Contes sudburois en 2001. Il influence la poésie de Patrice Desbiens. Il participe au Festival international de littérature dans un spectacle poétique intitulé d’après son recueil « Grand ciel bleu par ici ». Robert Dickson meurt le 19 mars 2007 à l'âge de 62 ans, d'un cancer du cerveau. Sa poésie est au programme d'enseignement secondaire en Ontario.

## Thématique et esthétique
Robert Dickson ancre ses poèmes dans l'Ontario français, dans une vision humaniste. Ses vers présentent une rythmique souvent déroutante et imprévisible. Le premier recueil de poésie intitulé Une bonne trentaine évoque « l'espoir de fonder un monde meilleur, issu de la communauté des poètes », d'abord optimiste ensuite déçu. Ce recueil contient les poèmes « Au nord de notre vie » et « Lorsque nos mains musiciennes », textes marquants précurseurs de la poésie mythique du Nord. Dans le poème « Au nord de notre vie » du recueil Poème-affiche (1975), Robert Dickson exprime le mode de vie particulier de la minorité francophone du Nord de l'Ontario :
« Au nord de notre vie
ICI
où la distance use les cœurs pleins
de la tendresse minerai de la
terre de pierre de forêts et de froid
NOUS
têtus souterrains et solidaires
lâchons nos cris rauques et rocheux
aux quatre vents
de l'avenir possible. »
Le recueil Or«é»alité (1978) reprend huit textes lus lors des « cuisines de la poésie » en 1974 et 1975, notamment à la Slague et à La Nuit sur l'étang. Les poèmes, qui y ressemblent à des monologues, sont marqués par l'amitié et le rythme des saisons. Ils abordent les thèmes de l'aliénation des travailleurs, l'illusion du monde de la consommation, la communauté francophone. Abris nocturnes (1986) est un recueil de poèmes en hommage à André Paiement faisant l'éloge de la fraternité dans un monde frappé par la perte des valeurs humaines. L'œuvre se pose dans le décor de Sudbury, ville industrielle et ville solidaire. Les poèmes rappellent les écrivains franco-ontariens des années 1970. La deuxième partie, portant sur l'errance, vers les grands centres comme Ottawa et Montréal, est empreinte d'un pessimisme et d'un sentiment d'impuissance. Dans Humains paysages en temps de paix relative, il relie l'Ontario français et le vaste monde en vue de développer une humanité pacifiée. Dans ses recueils Or«é»alité (1978) et Libertés provisioires (2005), l'humanisme contre-culturel s'inscrit dans un verbe nuancé et intimiste.
Dans Grand ciel bleu par ici (2006), Robert Dickson, bien qu'intimement lié à son contexte socio-culturel, narre à la première personne du singulier, et joue sur la superposition de l'intime et du grandiose avec des mots et des images réduits à l'essentiel. Il introduit également la présence d'un « tu », autre qui est femme ou essence féminine qui possède l'espace, témoigne l'assurance et la grâce. Les strophes charmantes se partagent à des formes plus banales rendent le recueil inégal, mais sans doute le langage, qui ne cherche ni densité ni effet esthétique, se situant entre désir et indifférence, nous transcende l'appartenance du minoritaire. «Son dernier recueil Libertés provisioires développe un art de la conscience où les choses simples et familières du quotidien, dans des moments de grâce, s'opposent aux angoisses et désespoirs de l'humanité. La sensibilité intelligente de Robert Dickson y est accrue : la juxtaposition des amitiés et des guerres fait place à une fusion et une confusion des ordres personnels et universels. Ses poèmes plus tardifs abordent l'errance et l'anonymat dans les grandes villes. Ses derniers ouvrages apparaissent  plus politiques, angoissés et indignés. 

## Œuvres
Poésie
- 1975 - Poème-affiche, Prise de parole
- 1978 - Une bonne trentaine, Porcupine's Quill
- 1978 - Or(é)alité
- 1986 - Abris nocturnes, Prise de parole
- 1997 - Grand ciel bleu par ici
- 2002 - Humains paysages en temps de paix relative
- 2005 - Libertés provisoires

Conte
- 2001 - « L’Illuminé » dans Contes sudburois

Divers
- Toutes les photos finissent-elles par se ressembler ? Actes du forum sur la situation des arts au Canada français
- La cuisine de la poésie présente : Robert Dickson

## Prix et distinctions
- 1998 - Prix du Nouvel-Ontario
- 1999 - Prix du Centre de recherche en civilisation canadienne-française de l’Université d’Ottawa
- 2002 - Prix du gouverneur général - Poésie de langue française